# Beit Jimal
Beit Jimal (en hebreo: ג'מאל; en árabe: الحكمه‎) fue una vez un pequeño pueblo, a pesar de que todo lo que queda hoy en día es un monasterio católico, dirigido por monjes salesianos. Los monjes identifican el sitio con la ciudad bizantina de Caphargamala, y creen que una cueva puede haber sido la tumba de San Esteban o al menos pudo haber conservado algunas de sus reliquias. Una alternativa sugiere que el sitio de la cueva puede haber contenido una mikve que perteneció a una familia judía acomodada. El nombre de Beit Jamal parece preservar el topónimo Caphar Gamala (Villa Gamala), que a su vez sugiere un vínculo al rabino Gamaliel.
La propiedad fue adquirida en 1869 por el P. Antonio Belloni, quien creó la Escuela de Agricultura Gemal Beit en beneficio de los jóvenes de escasos recursos, especialmente los huérfanos en 1873. En 1881, un convento se construyó allí. El P. Belloni, quien se dice estuvo bajo la influencia de las ideas de San Juan Bosco, se unió a los salesianos, que luego se hizo cargo de la propiedad en 1892. El monasterio está situado en las colinas de Judea al lado de la ciudad de Beit Shemesh. En realidad, hay tres monasterios, dos para hombres (monjes de Belén y Salesianos) y otro para mujeres (monjas de Belén), así como una pequeña y bien equipada iglesia, llamada de San Esteban.